# Таємнича пригода в Стайлзі
«Таємнича пригода в Стайлзі» (англ. The Mysterious Affair at Styles) — детективний роман англійської письменниці Агати Крісті. Написаний в 1916 році, опублікований в 1920 році.
Перший роман Агати Крісті, перша книга про Еркюля Пуаро, Капітана Артура Гастингса і Інспектора Джеппа. Написаний від імені капітана Гастингса і є першим детективним романом з усіма елементами класичного детективу (багато підозрюваних в одному будинку, які щось приховують, схеми й плани, несподівані повороти розслідування).

## Персонажі
- Еркюль Пуаро — відомий бельгійський приватний детектив. Після війни в Європі він живе в Англії. Його старий друг Гастінгс попросив розслідувати справу.
- Гастінгс — друг Пуаро і оповідач історії. Він є гостем Стайлз Корт під час лікарняного із Західного фронту .
- Інспектор Джепп — детектив Скотланд-Ярду і слідчий. Він знайомий з Пуаро на момент дії роману.
- Емілі Інглторп — багата стара жінка і дружина Альфреда Інглторпа. Вона успадкувала свій статок і свій будинок Стайлз-Корт після смерті свого першого чоловіка, містера Кавендіша. Вона є жертвою справи.
- Альфред Інглторп — другий чоловік Емілі і молодший за неї на 20 років. Її родина вважала розпещеним мисливцем за багатством.
- Джон Кавендіш — старший пасинок Емілі, від попереднього шлюбу її першого чоловіка, і брат Лоуренса. Джон раніше працював адвокатом і знав Гастінгса багато років. Саме він запрошує Гастінгса до Стайлза на початку історії. Він переживає деякі проблеми зі своїм шлюбом зі своєю дружиною Мері.
- Мері Кавендіш — дружина Джона і подруга доктора Бауерстайна.
- Лоуренс Кавендіш — молодший пасинок Емілі, від попереднього шлюбу її першого чоловіка, і брат Джона. Відомо, що вивчав медицину та отримав кваліфікацію лікаря.
- Евелін Говард — супутник Емілі і двоюрідна сестра Альфреда Інглторпа, до якого вона, тим не менш, висловлює сильну неприязнь.
- Синтія Мердок — дочка померлого друга сім'ї, сирота. Вона виконує роботу воєнного часу в амбулаторії сусіднього госпіталю.
- Доктор Бауерштейн — відомий токсиколог, який живе неподалік від Стайлза.
- Доркас — покоївка в Стайлз, Вірна місіс Інглторп.

## Зміст
Дія роману розвертається під час Першої світової війни у садибі Стайлз-корт (графство Ессекс). Оповідання ведеться від імені капітана Артура Гастингса, що став учасником подій, проводячи свою відпустку після поранення на фронті в маєтоку Стайлз за запрошенням свого старого приятеля Джона Кавендиша. У романі письменниця вперше знайомить читача з одним зі своїх улюблених персонажів — Еркюлем Пуаро.
Дія відбувається в Першій світову війну (судячи з дати вбивства — 17 липня, вівторок — в 1917) у графстві Ессекс на сході Англії. Одного разу вночі мешканці маєтку Стайлз знаходять господарку вдома Емілі Інглторп помираючою від сильної дози стрихніну. Одужавши від ран у цьому маєтку, Артур Гастингс кличе на допомогу свого гарного знайомого, бельгійського емігранта Еркюля Пуаро, що живе в сусіднім селі Стайлз-Сент-Мері.
Пуаро відновлює по шматочках останній день життя вбитої. Він довідається, що в цей день вбита говорила вдень із якоюсь людиною, приблизно чоловіком Альфредом Інглторпом або із сином Джоном Кавендишем.